# Cuphea baillonis
Cuphea baillonis är en fackelblomsväxtart som beskrevs av Emil Bernhard Koehne. Cuphea baillonis ingår i släktet blossblommor, och familjen fackelblomsväxter. Inga underarter finns listade i Catalogue of Life.